# 2 Brygada Artylerii Legionów
2 Brygada Artylerii Legionów (2 BA Leg.) – brygada artylerii Wojska Polskiego II RP.
2 Brygada Artylerii Legionów została sformowana w 1919 roku. Była organiczną jednostką artylerii 2 Dywizji Piechoty Legionów. 
Na dzień 1 maja 1920 dysponowała 33 działami polowymi i 24 działami ciężkimi.

## Organizacja pod koniec 1919 roku
- dowództwo 2 Brygady Artylerii Legionów
- 2 pułk artylerii polowej Legionów w składzie 8 baterii
- 2 pułk artylerii ciężkiej Legionów w składzie 4 baterii (baterie 4 i 6 - w głębi kraju)

## Obsada personalna
- dowódca brygady - ppłk art. Kazimierz Dzierżanowski (1 IX 1919[2] - 9 X 1919 → dowódca 11 BA[3])
- zastępca dowódcy - ppłk art. Wiktor Aleksandrowicz (od 28 II 1920)
- dowódca 2 pac Leg. - ppłk art. Karol Podonowski (do 26 I 1921[4])